# Trebinje (kommun)
Kommunen Trebinje (serbiska: Grad Trebinje, kyrillisk skrift: Град Требиње) är en kommun i Serbiska republiken i södra Bosnien och Hercegovina. Kommunen hade 29 198 invånare vid folkräkningen år 2013, på en yta av 862,51 km².
Av kommunens befolkning är 93,46 % serber, 3,41 % bosniaker, 1,01 % kroater och 0,74 % montenegriner (2013).